# هايدكي ماتسوكا
هايدكي ماتسوكا (باليابانية: 松岡秀樹؛ بالكانا: まつおか ひでき) هو لاعب غو محترف ‏ ياباني، ولد في 8 مارس 1968 في إيتشينوميا في اليابان.